# Verrettes
Verrettes (Kreyòl: Vèrèt) is een stad en gemeente in Haïti met 145.000 inwoners. De gemeente maakt deel uit van het arrondissement Saint-Marc in het departement Artibonite.

## Ligging
Verrettes ligt aan de Artiboniterivier. Hemelsbreed ligt het 26 km ten zuidoosten van de stad Saint-Marc. Vanuit Port-au-Prince is de stad te bereiken via de Route 106 in noordoostelijke richting, de afstand bedraagt 60 km. Vanuit Verrettes zijn er spoorlijnen naar Port-au-Prince en Saint-Marc.

## Geschiedenis
Omdat president Dumarsais Estimé (1946–1950) in Verrettes geboren is, is er tijdens zijn regeringsperiode veel geïnvesteerd om de stad te moderniseren. Zo werd het Bassin Vincent aangelegd, een distributiesysteem voor water. Ook zijn de straten en de stoepen verhard. Na het eind van zijn presidentschap is veel van dit werk onvoltooid gebleven of in verval geraakt.

## Economie
In de omgeving worden citrusvruchten, koffie en rijst verbouwd. Ook wordt er vee gehouden.

## Onderwijs
In Verrettes zijn de volgende scholen
- Jardin D'enfants: kleuterschool
- La Providence: basisschool
- L'école Frere: katholieke school voor jongens
- L'école Mere: katholieke school voor meisjes
- Charles Belair: middelbare school
- Indistrielle: middelbare school
- Lycée Garry: hogeschool

Verder is er een beroepsschool Saint Robert, gefinancierd vanuit Zwitserland.

## Gezondheidszorg
In Verrettes staat het ziekenhuis Hôpital Dumarsais Estimé.

## Religie
De bevolking van Verrettes is grotendeels katholiek en protestants. Een deel praktiseert vodou. De Eglise de la Nativité ("Kerk van de Geboorte") is een van de grootste van het land.

## Aardbeving van 2010
Na de aardbeving van 2010 zijn er tijdelijk 300 inwoners van Jacmel gehuisvest in Verrettes.

## Geboren in Verrettes
- 1900: Dumarsais Estimé, president van Haïti

## Indeling
De gemeente bestaat uit de volgende sections communales:
| Nr. | Naam           | Km²    | Inw.2015 |
| --- | -------------- | ------ | -------- |
| 1   | Liancourt      | 33,93  | 38.328   |
| 2   | Belanger       | 63,38  | 26.396   |
| 3   | Guillaume Mogé | 29,68  | 14.314   |
| 4   | Desarmes       | 112,14 | 27.890   |
| 5   | Bastien        | 78,89  | 25.665   |
| 6   | Terre Natte    | 38,70  | 12.219   |